# Jesús Carballo Martínez
Jesús Carballo Martínez (Madrid, España, 26 de noviembre de 1976) es un ex gimnasta artístico español que fue bicampeón del mundo (1996 y 1999) y campeón de Europa (1998) en barra fija. Desde 2010 es presidente de la Real Federación Española de Gimnasia, y desde 2016 es además miembro del Comité Ejecutivo de la FIG.
Da nombre a un elemento del código de gimnasia artística, el Carballo, un tipo de suelta en barra fija. Posee entre otros reconocimientos la Medalla de Oro de la Real Orden del Mérito Deportivo (2000). Es hijo del ex seleccionador nacional Jesús ''Fillo'' Carballo y hermano de los también exgimnastas Javier y Manuel Carballo, y de la exgimnasta y entrenadora de gimnasia rítmica Marta Carballo.

## Biografía deportiva

### Inicios
Comenzó a practicar gimnasia por tradición familiar debido a que su madre, Mariví Martínez, lo practicó de joven, y su padre, Jesús ''Fillo'' Carballo, fue el seleccionador nacional del equipo de gimnasia artística femenina. A los 5 años de edad empezó a practicar este deporte, comenzando en el Colegio Claret, y yendo después a un equipo madrileño de San Blas para más tarde pasarse al Club Universidad Las Palmas de Gran Canaria. Ya en 1988, con 12 años consiguió ser campeón de España de gimnasia artística en categoría alevín en el Campeonato de España celebrado en Gijón. En 1989 fue bronce en categoría infantil en el Campeonato de España en Vitoria.

### Etapa en la selección nacional

#### 1992 - 1996: primer título mundial y Atlanta 1996
En 1992, con 15 años, comenzó a competir en el circuito internacional. En 1993 compitió en los Juegos Mediterráneos de Languedoc-Rosellón. En 1994 se proclamó por primera vez campeón de España sénior, título que también consiguió en los años 1995, 1996 y 1998. La primera vez que destacó en una competición internacional fue en el Campeonato Europeo Júnior de Praga en el año 1994, donde consiguió la medalla de bronce. En 1995 compitió por primera vez como profesional en la Final de la Copa de Europa, celebrada en Roma, donde consiguió otra medalla de bronce en la final de paralelas, modalidad en la que Jesús se especializó. En el Mundial de San Juan (Puerto Rico) de 1996, Carballo demostró su progresión con una medalla de oro en la modalidad de barra fija, con un ejercicio en el que había varios elementos inventados por el propio Jesús. En los Juegos Olímpicos de Atlanta 1996 tuvo un resbalón en la final de la prueba de barra fija, prueba en la que era máximo favorito, lo que le privó de lograr una posible medalla en unos Juegos Olímpicos. Finalmente obtuvo el 7º puesto en la final de barra fija (logrando así el diploma olímpico) y el 13º en la general. En noviembre de 1996 sufrió una lesión en el brazo izquierdo al enganchársele la callera con la que se protegen los gimnastas. La lesión consistió en una doble fractura de cúbito y radio, por lo que tuvo que llevar escayola durante una temporada, consiguiendo recuperarse meses después con la ayuda de sus entrenadores, Marco Antonio Vázquez y Lev Galiandri.

#### 1997 - 2000: título europeo, segundo título mundial y operaciones de rodilla
En 1997, en el Mundial de Lausana, obtuvo la medalla de plata en barra fija y el 7º puesto en el concurso general. Logró además la medalla de oro en los Juegos del Mediterráneo de Bari en la general y en barra fija, y el bronce por equipos. Poco después tuvo lugar el reinicio de la Copa del Mundo de Gimnasia Artística, donde en las primeras pruebas disputadas, Carballo logró el oro en barra fija tanto en la prueba de la Copa del Mundo de Stuttgart, como en la de Zúrich. En 1998 consiguió el oro en paralelas y en barra fija en la prueba de la Copa del Mundo de Vancouver (Sagit Cup), y poco después logró la medalla de oro en barra fija en el Europeo de San Petersburgo. En mayo fue 5º en barra fija en la Final de la Copa del Mundo en Sabae. Posteriormente, en junio de 1998 se operó de ambas rodillas, donde tenía una tendinitis que con el tiempo corría el riesgo de convertirse en crónica. Durante la recuperación de esta operación, falleció Marco Antonio Vázquez, su entrenador personal.
Tras recuperarse, en noviembre de 1998 fue oro en barra fija en el Grand Prix de Zúrich (Swiss Cup), que en esa edición no formó parte del calendario de la Copa del Mundo. En abril de 1999 consiguió la victoria individual en el Torneo Tres Naciones en Ingersheim (Alemania), siendo 2º por equipos, y en julio obtuvo el bronce en anillas en la Universiada de Palma de Mallorca. En octubre de 1999 volvió a ser el campeón del mundo en barra fija en el Mundial de Tianjin, siendo además 6º en la prueba de anillas. En 1999 también fue plata en barras paralelas en el torneo de Cottbus, aunque ese año la prueba no pertenecía al calendario de la Copa del Mundo. En la prueba de la Copa del Mundo de Glasgow en 1999 fue oro en paralelas, 8º en anillas y oro en barra fija. El año siguiente, hacia junio de 2000, se lesionó en la rodilla derecha en la salida de un ejercicio de barra, por lo que en agosto de 2000 tuvo que ser operado por segunda vez de la rodilla por Pedro Guillén, esta vez por la lesión del ligamento cruzado anterior. Debido a esta lesión no pudo participar en los Juegos Olímpicos de Sídney.

#### 2001 - 2004: tercera operación de rodilla y Atenas 2004
En octubre de 2001, también al acabar el ejercicio de barra en la ronda clasificatoria del Mundial de Gante, la rodilla derecha le volvió a jugar una mala pasada, no siendo el aterrizaje correcto y provocando de nuevo una grave lesión en la rodilla derecha por la que tuvo que volver a ser operado y que le dejó 19 meses de baja. Al respecto de esta lesión, el doctor Pedro Guillén, que también le había operado la última vez, comentó que en la rodilla apreció una rotura del ligamento cruzado que se le había injertado en agosto del año anterior y otra parcial en los meniscos interno y externo, ambos con un 30% de desgarro.
Después de la rehabilitación, participó en varias pruebas en los años 2003 y 2004. En el Mundial de Anaheim de 2003 participó en tres de los seis aparatos, logrando el 10º puesto por equipos y clasificándose así el equipo para Atenas 2004. En el Europeo de Liubliana en 2004, participando solo en barra fija y paralelas fue 7º por equipos, metiéndose en la final de barra fija, en la que acabó 4º. En los Juegos Olímpicos de Atenas 2004, Carballo volvió a caerse en el ejercicio de barra fija al igual que en Atlanta' 96, esta vez en la clasificación, por lo que no pudo clasificarse para la final. Acabó en la 10.ª posición por equipos. En Atenas, el equipo español lo integraban Jesús, Alejandro Barrenechea, Víctor Cano, Oriol Combarros, Gervasio Deferr y Rafael Martínez.

### Retirada de la gimnasia y etapa como presidente de la RFEG
Anunció su retirada el 14 de septiembre de 2005. Entró en las listas del Partido Popular al ayuntamiento madrileño de Boadilla del Monte en las elecciones municipales de 2007, aunque no fue elegido finalmente concejal. Se convirtió también en entrenador, llegando a colaborar en la Escuela Nacional de Gimnasia, y en 2011 fundó Trainido, servicio de entrenadores personales en línea que acerca la práctica deportiva supervisada por profesionales. En diciembre de 2010, tras ser 3 años director técnico, fue nombrado presidente de la Real Federación Española de Gimnasia. Posteriormente fue reelegido en 2012, 2016 y 2020. Para octubre de 2016 fue elegido además miembro del Comité Ejecutivo de la FIG, en noviembre de 2017 fue seleccionado como integrante del proyecto de reforma de la gimnasia rítmica para 2021, y en noviembre de 2018 es nombrado vicepresidente de la Confederación Mediterránea de Gimnasia (COMEGYM).

## Vida personal
Es hijo del ex seleccionador nacional de gimnasia artística Jesús ''Fillo'' Carballo y hermano de los también exgimnastas Javier y Manuel Carballo, y de la exgimnasta y entrenadora de gimnasia rítmica Marta Carballo. Desde diciembre de 1995 a mayo de 1996 fue pareja de la también gimnasta María Pardo. Tras abandonar esta el equipo, Carballo inició una relación sentimental con la gimnasta Almudena Cid, que acabó en el año 2000, meses antes de los Juegos Olímpicos de Sídney. En agosto de 2010 se le relaciona con la presentadora de televisión Berta Collado. A principios de 2013 comienza una relación sentimental con la bailarina Cecilia Gómez, ex de Fran Rivera. En mayo de 2014, Cecilia anuncia la ruptura de la relación.

## Premios, reconocimientos y distinciones
- Premio Siete Estrellas del Deporte de la Comunidad de Madrid a toda la familia Carballo (1995)
- Medalla de Plata de la Real Orden del Mérito Deportivo, otorgada por el Consejo Superior de Deportes (1998)[21]
- Medalla de Oro de la Real Orden del Mérito Deportivo, otorgada por el Consejo Superior de Deportes (2000)[22]
- Premio Infantas de España al juego limpio, otorgado por el CSD y entregado en los Premios Nacionales del Deporte de 1999 (2000)
- Medalla al Mérito Gimnástico, otorgada por la Real Federación Española de Gimnasia (2006)[23]
- Embajador de la Fundación Laureus España (2012)[24]
- Premio Deporte en los Premios de la Asociación de Corresponsales de Prensa Extranjera 2015 (2016)[25]
- Orden Olímpica, otorgada por el Comité Olímpico Español (2019)[26]

## Filmografía

### Películas
| Películas | Películas       | Películas | Películas                        | Películas   |
| Año       | Título          | Personaje | Notas                            | Director    |
| --------- | --------------- | --------- | -------------------------------- | ----------- |
| 2015      | Vidas olímpicas | Él mismo  | Documental sobre el Proyecto FER | César Martí |

### Programas de televisión
| Programas de televisión | Programas de televisión | Programas de televisión | Programas de televisión |
| Año                     | Título                  | Cadena                  | Notas                   |
| ----------------------- | ----------------------- | ----------------------- | ----------------------- |
| 1996                    | Mañanas de primera      | La 1 de TVE             | Invitado                |
| 1998                    | XVIII Gala del Deporte  | La 2 de TVE             | Invitado                |
| 1998                    | El concursazo           | Telecinco               | Concursante             |
| 1999                    | Furor                   | Antena 3                | Concursante             |
| 1999                    | Waku Waku               | La 1 de TVE             | Concursante             |
| 1999                    | Todo en familia         | La 1 de TVE             | Invitado                |
| 1999                    | Estadio 2               | La 2 de TVE             | Invitado                |
| 2000                    | La noche abierta        | La 2 de TVE             | Invitado                |
| 2000                    | ¿Qué apostamos?         | La 1 de TVE             | Invitado                |
| 2002                    | Corazón, corazón        | La 1 de TVE             | Reportaje               |
| 2002                    | Escuela del deporte     | La 2 de TVE             | Invitado                |
| 2000 - 2005             | Pasapalabra             | Antena 3                | Concursante             |
| 2006                    | 3 i més                 | IB3                     | Invitado                |

### Publicidad
- Anuncio para televisión de Banco Popular (2012).[29]
- Vídeo promocional de la RFEG titulado «El sueño de volar» (imágenes de archivo), dirigido por Carlos Agulló (2015).[30]